# Airnorth
Airnorth ist der Handelsname der Capiteq Limited. Sie ist eine australische Regionalfluggesellschaft mit Sitz in Darwin und Basis auf dem Darwin International Airport sowie Teil der Regional Link.

## Geschichte

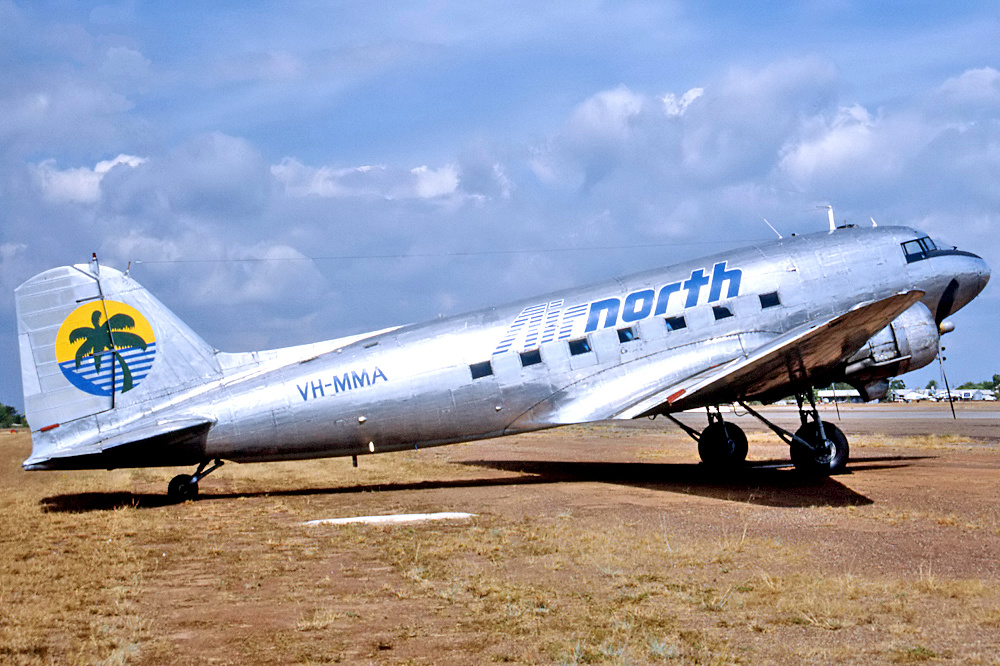
Douglas DC-3 der Airnorth

Airnorth wurde 1978 als Charterfluggesellschaft gegründet und begann mit dem Flugbetrieb am 4. Juli 1978 als Air North International; ab 1981 führte sie auch Linienflüge durch. Im Oktober 2003 übernahm sie Airlines of South Australia (ASA) mit der Absicht, beide Gesellschaften zu fusionieren und den Betrieb unter den Air-North-Betreiberzertifikaten weiterzuführen. Im März 2004 kaufte sie Emu Airways. Im Jahr 2005 wurden beide Gesellschaften wieder verkauft; am 9. November 2005 beendeten ASA und Emu ihren Flugbetrieb.
Im Mai 2004 schlossen Airnorth und die indonesische Merpati Nusantara Airlines einen Vertrag für Linienflüge zwischen Darwin und Kupang auf Westtimor.
Airnorth befand sich bis 2015 im Besitz der Skyport Group (55 %), QTEC (31 %) und John Gamble (14 %) und wurde in diesem Jahr durch Bristow Helicopters übernommen.
Im August 2019 wurde die Airnorth zum Verkauf angeboten, da ihr bisheriger Besitzer, die amerikanische Bristow Group, bankrottgegangen war. Die Gesellschaft befindet sich aber derzeit (2023) nach wie vor im Besitz der Bristow Group.

## Flugziele
Air North betreibt Linien- und Charterflüge innerhalb Australiens sowie nach Dili in Osttimor.

## Flotte
Mit Stand April 2025 besteht die Flotte der Airnorth aus zwölf Flugzeugen mit einem Durchschnittsalter von 24,4 Jahren:
| Flugzeugtyp              | Anzahl | bestellt | Anmerkungen                       | Sitzplätze | Durchschnittsalter |
| ------------------------ | ------ | -------- | --------------------------------- | ---------- | ------------------ |
| Embraer EMB-120 Brasilia | 05     |          |                                   | 30         | 35,7 Jahre         |
| Embraer ERJ-170          | 03     |          |                                   | 76         | 16,0 Jahre         |
| Embraer ERJ-190          | 04     |          | betrieben durch Alliance Airlines | 100        | 15,6 Jahre         |
| Gesamt                   | 12     | -        |                                   |            | 24,4 Jahre         |

## Zwischenfälle

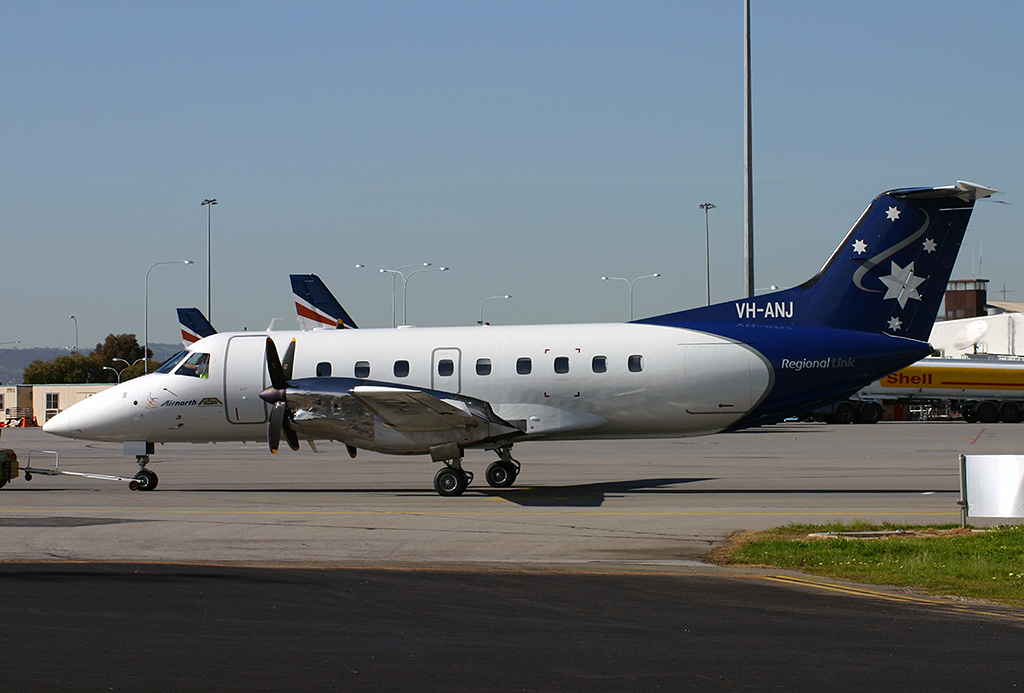
Embraer EMB 120 der Airnorth, baugleich mit der 2010 verunglückten

Airnorth verzeichnete in ihrer Geschichte einen Zwischenfall mit Todesopfern:
- Am 22. März 2010 verunglückte eine Embraer EMB 120 (Luftfahrzeugkennzeichen VH-ANB) auf einem Übungsflug mit zwei Piloten an Bord kurz nach dem Start vom Flughafen Darwin. Die beiden Piloten kamen dabei ums Leben. Unfallursache war ein fehlerhaft ausgeführter Start mit einem simulierten Triebwerksausfall, wodurch die Kontrolle über die Maschine verloren ging (siehe auch Flugunfall der Airnorth 2010).[8]